# Radiomuseum (Rotterdam)

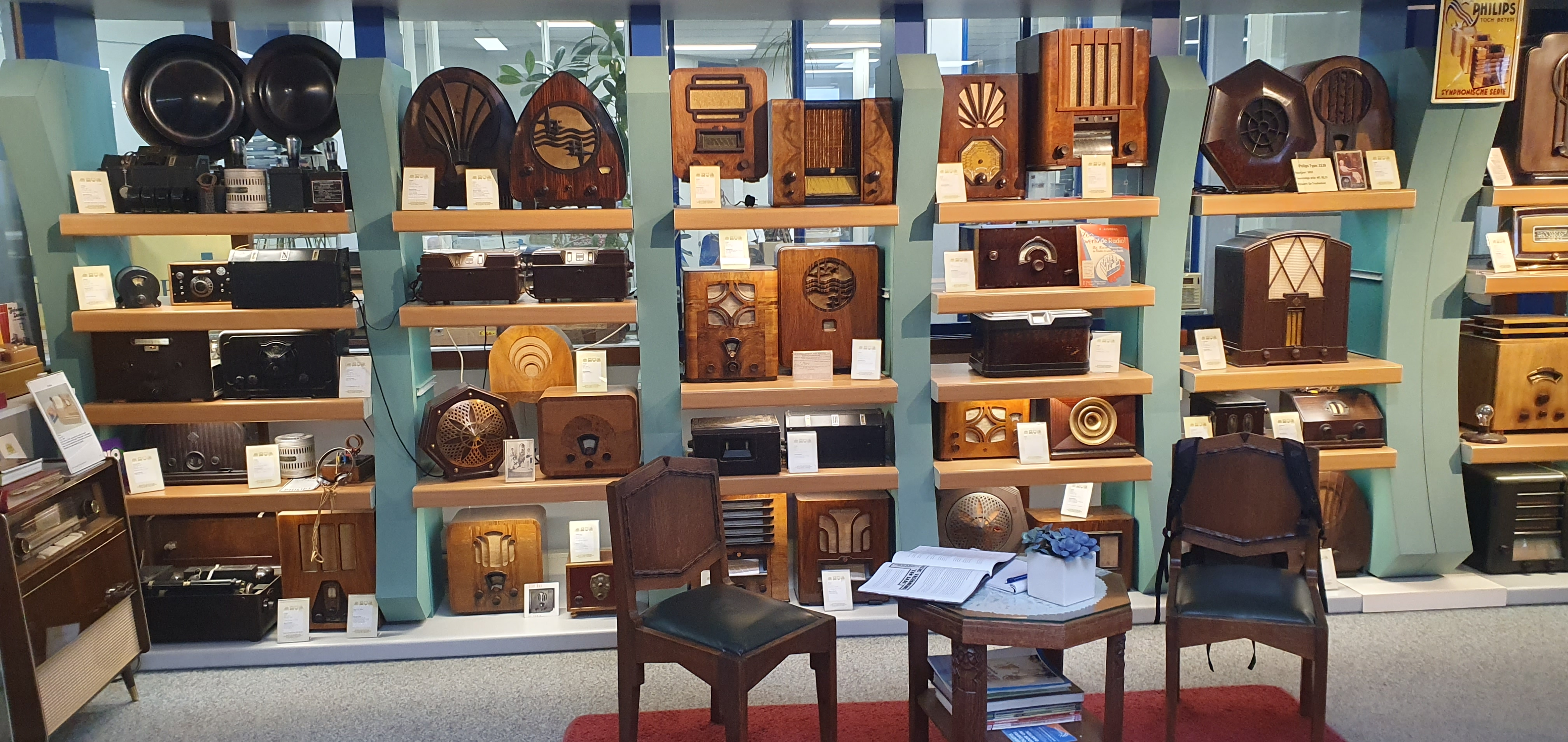
Rotterdams Radio Museum

De Stichting Rotterdams Radio Museum is in 1988 opgezet door Harry de Jong sr., een vroegere directeur van de firma Correct. In het museum, gelegen bij NS Station Noord in de Zuid-Hollandse stad Rotterdam, werken vrijwilligers. Het museum is op donder-, vrij-, zater- en zondagen 's middags geopend en gratis toegankelijk. De collectie omvat vrijwel alle vormen van consumentenelektronica zoals radio, televisie, videorecorders, cd- en dvd-spelers, etc. Er zijn regelmatig tentoonstellingen met een bepaald thema.